# 100 магнитоальбомов советского рока
«100 магнитоальбомов советского рока» — книга Александра Кушнира о рок-музыке в СССР с подробной информацией и историей создания ста избранных магнитоальбомов, по мнению автора. Одна из наиболее популярных рок-энциклопедий по цитированию в научных работах о советском роке. В основу книги легли многочисленные интервью с музыкантами и людьми, участвовавшими в записи альбомов, писателями, фотографами и художниками. Книга имела большой успех и множество положительных отзывов.
Полное название: «100 магнитоальбомов советского рока. 1977—1991: 15 лет подпольной звукозаписи»
Содержит около 400 страниц и 500 иллюстраций.

## 100 альбомов

### 1977
1. Юрий Морозов — Свадьба кретинов

### 1978
1. Машина Времени — День рождения
2. БГ + Майк — Все братья — сёстры

### 1979
1. Воскресение — Воскресение 1

### 1980
1. Майк — Сладкая N и другие
2. Сонанс — Шагреневая кожа
3. Пропеллер[англ.] — I 80

### 1981
1. Мифы — Дорога домой
2. Аквариум — Треугольник
3. Воскресение — Воскресение 2
4. Жёлтые почтальоны — Болдерайская железная дорога[англ.]

### 1982
1. Урфин Джюс — 15
2. Трек — Трек III
3. Мухомор — Золотой диск
4. Футбол — Футбол
5. Пикник — Дым
6. Кино — 45
7. Аквариум — Табу
8. Майк — LV
9. Выход — Брат Исайя

### 1983
1. ДДТ + Рок-сентябрь — Компромисс
2. Юрий Лоза + «Примус» — Путешествие в рок-н-ролл
3. ДК — Лирика
4. Центр — Стюардесса летних линий
5. Зоопарк — Уездный город N
6. Чернавский—Матецкий — Банановые острова
7. Аквариум — Радио Африка
8. Странные игры — Метаморфозы
9. Мануфактура — Зал ожидания
10. Трубный зов — Второе пришествие

### 1984
1. Браво — Браво
2. ДДТ — Периферия
3. Поезд ушёл — …В замочную скважину
4. Отряд имени Валерия Чкалова — ВВС
5. Час пик — Рэп
6. Крематорий — Крематорий II
7. Жёлтые почтальоны — Алиса[англ.]
8. Центр — Чтение в транспорте
9. Кино — Начальник Камчатки
10. Аквариум — День Серебра

### 1985
1. ДК — Дембельский альбом
2. Театр — Папы нет дома
3. Ария — Мания величия
4. Облачный край — Стремя и люди
5. Наутилус Помпилиус — Невидимка
6. ДДТ — Время
7. Алиса — Энергия
8. Бэд Бойз — Гимн (Посвящение ДК и ОК)
9. Вова Синий и «Братья по разуму» — Хали-гали

### 1986
1. Наутилус Помпилиус — Разлука
2. Александр Башлачёв — Вечный пост
3. Стереозольдат — Асфальт
4. Вежливый отказ — Опера
5. Николай Коперник — Родина
6. Проходной двор — Блюз в 1000 дней
7. Аквариум — Дети Декабря
8. Ноль — Музыка драчёвых напильников

### 1987
1. Оберманекен — Прикосновение нервного меха
2. Калинов мост — Калинов мост
3. Чайф — Дерьмонтин
4. Настя — Тацу
5. Апрельский марш — Музыка для детей и инвалидов
6. Водопад — Первый всесоюзный панк-съезд
7. Телевизор — Отечество иллюзий
8. Гражданская оборона — Мышеловка
9. Восточный синдром — Студия-13

### 1988
1. Чёрный Лукич — Кончились патроны
2. Инструкция по выживанию — Конфронтация в Москве
3. Великие октябри — Деклассированным элементам
4. Кока (Николай Павлович Катков) — Шизазой (Наша Эра)
5. Звуки Му — Простые вещи
6. Крематорий — Кома
7. Ночной проспект — Кислоты
8. Чистая любовь — Московские чувства
9. Александр Лаэртский — Пионерская зорька
10. Комитет охраны тепла — Зубы
11. АукцЫон — Как я стал предателем
12. Агата Кристи — Второй фронт
13. Кино — Группа крови
14. ДК — Непреступная забывчивость

### 1989
1. Петля Нестерова — Кто здесь?
2. Коллежский Асессор — Колл.Ас.
3. Вопли Видоплясова — Танці
4. Раббота Хо — Репетиция без оркестра
5. Товарищ — Что угодно, как угодно
6. Гражданская оборона — Русское поле экспериментов
7. Цыганята и Я с Ильича — Гаубицы лейтенанта Гурубы

### 1990
1. Коммунизм — Хроника пикирующего бомбардировщика.
2. Миссия: антициклон — С миссией в Москве.
3. Ник + «Лолита» — Московские каникулы.
4. Неоретро — Грубые удовольствия для тонких натур.
5. До мажор — Ноэма.
6. Егор и опизденевшие — Прыг-скок.
7. Хуй забей — Не зассал.

### 1991
1. Принцип неопределённости — При попытке к бегству
2. Ivanov Down — Best Urban Technical Noises
3. Колибри — Манера поведения
4. Хроноп — Легче воды
5. Стук бамбука в XI часов — Лёгкое дело холод
6. Казма-казма — Пляски трубадуров